# Snežnik (Ilirska Bistrica, Slovenija)
Snežnik je naselje u slovenskoj Općini Ilirskoj Bistrici. Snežnik se nalazi u pokrajini Notranjskoj i statističkoj regiji Notranjsko-kraškoj. 

## Stanovništvo
Prema popisu stanovništva iz 2002. godine naselje je imalo 8 stanovnika.